# 에디트 슈타인
에디트 슈타인(독일어: Edith Stein) 또는 십자가의 성녀 데레사 베네딕타, 성녀 에디타 슈타인(1891년 10월 12일 ~ 1942년 8월 9일)은 독일의 로마 가톨릭교회 수녀이자 철학자, 순교자, 성녀이다. 엄격한 율법주의 유다인 가정에서 태어났지만, 10대 시절에는 무신론자로 지내다가 1922년 1월 1일 세례를 받아 천주교인이 되었다. 그리고 1934년 맨발 가르멜회 수녀원에 입회하였다. 나치의 유대인 박해를 피해 독일에서 네덜란드로 도피했지만, 1942년에 체포되어 아우슈비츠 수용소로 보내져 가스실에서 살해당했다. 1998년 교황 요한 바오로 2세에 의해 천주교의 성인으로 시성되었다.
누르시아의 베네딕토, 치릴로와 메토디오, 시에나의 가타리나, 스웨덴의 비르지타와 더불어 유럽의 공동 수호성인이기도 하다.